# Popovo (obchtina)
Popovo (bulgare : Попово) est une obchtina de l'oblast de Targovichté en Bulgarie.